# علا الفارس
علا الفارس (زاده ۶ نوامبر ۱۹۸۵) وکیل زن، روزنامه‌نگار و مجری تلویزیون شبکه مرکز پخش خاورمیانه اهل اردن است.

## جوایز
- Young Arab Media Professionals Award (2009)
- Best Jordanian Media Award (2009)[۱]
- Creative Youth Shield (2010)
- Jordanian Model for Successful Youth (2011)[۲]
- Arab Woman Of The Year (2015)

## برکناری از MBC
به دنبال صدور دستور انتقال سفارت آمریکا به قدس از سوی ترامپ در تاریخ ۱۵ آذر ۱۳۹۶ (۶ دسامبر ۲۰۱۷)، فارس در توییتر نوشت: 
ترامپ زمان اعلام قدس به عنوان پایتخت اسرائیل را بیهوده انتخاب نکرد. وی این تصمیم را پس از سفر به کشورهای ما و پس از آنکه یقین حاصل کرد که اعراب این اعتراف را امشب محکوم می‌کنند و فردا از آن تمجید می‌کنند، اتخاذ کرد.
این اظهارات وی موجب برکناری اش از شبکه MBC شد.